# Ségalas (Alti Pirenei)
Ségalas è un comune francese di 92 abitanti situato nel dipartimento degli Alti Pirenei nella regione dell'Occitania.

## Società

### Evoluzione demografica
Abitanti censiti